# Gilbert River (vattendrag i Australien, South Australia)
Gilbert River är ett vattendrag i Australien. Det ligger i delstaten South Australia, omkring 63 kilometer norr om delstatshuvudstaden Adelaide.
Trakten runt Gilbert River består till största delen av jordbruksmark. Runt Gilbert River är det glesbefolkat, med 9 invånare per kvadratkilometer. Genomsnittlig årsnederbörd är 517 millimeter. Den regnigaste månaden är maj, med i genomsnitt 77 mm nederbörd, och den torraste är december, med 10 mm nederbörd.